# كاتارينا فيريرا
كاتارينا فيريرا مواليد 9 فبراير 1984 في لشبونة، هي لاعبة كرة مضرب برتغالية سابقة بدأت مسيرتها كمحترفة سنة 2002، اعتزلت اللعب في 2010. أعلى تصنيف لها في الفردي كان المركز الـ 456 في سنة 2008. أعلى تصنيف لها في الزوجي كان المركز الـ 401 في سنة 2007.

## روابط خارجية
- كاتارينا فيريرا على موقع رابطة محترفات التنس (الإنجليزية)
- كاتارينا فيريرا على موقع الاتحاد الدولي لكرة المضرب (الإنجليزية)